# 季刊・本とコンピュータ
『季刊・本とコンピュータ』（きかん・ほんとコンピュータ）は大日本印刷発行、トランスアート発売の季刊誌。
1997年夏号（創刊号）から2001年春号までが第一期で16冊、2001年秋号から2005年夏号（終刊号）までが第二期で同じく16冊の、計32冊刊行された。

## 概要
津野海太郎の「活字本と印刷と電子本、その三者の対話や相互教育の場がほしい」という思いから、雑誌を発行したいと、1996年の初秋に、当時CD-ROMの出版物を出したばかりの筑摩書房の松田哲夫、エキスパンドブックという電子本の出版社であったボイジャーの萩野正昭の両名に相談をもちかけ、2人を副編集長に迎え、1997年夏に大日本印刷のサポートのもとに創刊された。
もともと4年間という期日を設けてのスタートで、1997年夏号から2001年春号までの16冊で一区切りしたものの、判型を変えての第二期がはじまり、2001年秋号から2005年夏号まで同じく16冊刊行された。
第二期については趣向を変えて、「複数の薄い雑誌をあつめて一冊の厚い雑誌をつくる」という形態で発行された。具体的には、一冊の本のなかで特定の個人の責任編集による小特集がいくつか組まれている形で、2004年夏号まで続いた。2004年秋号から終刊号までの4冊は総まとめ特集として、一部の連載をのぞき、一冊まるまる特集号となった。
また季刊誌とは別に、1998年8月からインターネットでの海外展開（「The Book & The Computer」）や、1999年7月から別冊の発行、1999年11月からオンデマンド出版でのHONCO双書の開始、2001年4月から同じくオンデマンド出版の六社共同出版「リキエスタ」、2003年6月からは出版社によらない「リキエスタ・プラス」など、さまざまな試みが行われた。

## 主な連載

### 第一期
- 「異聞・マルチメディア誕生記」萩野正昭
- 「印刷に恋して」松田哲夫
- 「あの人に会いに行く」大竹昭子
- 「活字に憑かれた男たち」片塩二朗
- 「電子図書館への道」合庭惇
- 「ネットワークの日々」粉川哲夫
- 「下町のふたりパソコンをはじめる」小沢信男・森まゆみ
- 「オンラインマガジンの勉強」仲俣暁生ほか
- 「単位のはなし」遠藤諭

### 第二期
- 「BOCOM!［ボコン！］」南伸坊ほか
- 「読書の網の目」仲俣暁生
- 「本棚拝見センセイの書斎」内澤旬子
- 「造本に恋して」松田哲夫
- 「雑誌のカタチ」山崎浩一
- 「booklog」
- 「共有地の開拓者たち」仲俣暁生

## 歴代編集長
- 津野海太郎（1997年夏号 - 2001年春号）
- 河上進（2001年秋号 - 2003年夏号）
- 仲俣暁生（2003年秋号 - 2005年夏号）

## 別冊など

### 別冊・本とコンピュータ
- 「本は変わるか？――世界の電子出版・最前線からの報告」室謙二 編
- 「オンライン書店大論争――インターネットか？　街の本屋か？」室謙二・仲俣暁生 編
- 「コリアン・ドリーム！――韓国電子メディア探訪」水越伸・河上進 編
- 「人はなぜ、本を読まなくなったのか？」室謙二・仲俣暁生 編
- 「読書は変わったか？」加藤典洋 編
- 「アメリカンコミックス最前線」小野耕世・小田切博 編

### 本とコンピュータ叢書
- 「知的〈手仕事〉の達人たち」
- 「大議論　それでも本に未来はある」室謙二 編
- 「オンデマンド出版の実力」
- 「9月11日・メディアが試された日――TV・新聞・インターネット」外岡秀俊・枝川公一・室謙二 編
- 「本が揺れた！　1997-2001」津野海太郎

### 東アジア共同出版
- 「東アジアに新しい「本の道」をつくる」

## HONCO on demand
以下はオンデマンド印刷による出版。

### HONCOパーソナル
- 「んの字　小沢信男全句集」小沢信男
- 「こんちりさんのりやく・ロザリオ――キリシタンを解凍する試み」長谷川集平
- 「WAVE the FLAG ウェーブ・ザ・フラッグ――東京発のアメリカ通信」枝川公一

### HONCOレアブックス
- 「ローマ字印刷研究」【紀田順一郎セレクション】井上嘉瑞・志茂太郎
- 「製本」【紀田順一郎セレクション】上田徳三郎・武井武雄
- 「「昭和堂月報」の時代――戦前戦後「ガリ版」年代記」須永襄 編

### HONCO双書
- 「〈手の仕事〉再発見」水上勉ほか
- 「国際円卓議論・本の未来」上野千鶴子ほか
- 「青空文庫へようこそ――インターネット公共図書館の試み」青空文庫 編
- 「オンライン・マガジンを読み倒す」仲俣暁生・水越伸・和田忠彦 編
- 「だれのための電子図書館？」津野海太郎

### HONCOインターナショナル
- 「四月の雪　APRILSNö――スウェーデンの俳句 百句 日本の俳句 百句」カイ・ファルクマン、清水哲男 選
- 「Online Bookseling: Who Wins, Who Loses? -- A 100-Day Dialogue from The Book & The Computer」